# Takahiro Takagi
Takahiro Takagi (高木 貴弘 Takagi Takahiro?, nacido el 1 de julio de 1982 en Ishikawa) es un exfutbolista japonés. Jugaba de guardameta y su último club fue el SC Sagamihara de Japón.

## Trayectoria

### Clubes
| Club                | País  | Año         |
| ------------------- | ----- | ----------- |
| JEF United Ichihara | Japón | 2001 - 2003 |
| Thespa Kusatsu      | Japón | 2003        |
| Omiya Ardija        | Japón | 2004 - 2009 |
| Thespa Kusatsu      | Japón | 2006        |
| Consadole Sapporo   | Japón | 2007 - 2008 |
| Albirex Niigata     | Japón | 2010        |
| Consadole Sapporo   | Japón | 2011 - 2012 |
| FC Gifu             | Japón | 2013 - 2014 |
| SC Sagamihara       | Japón | 2015        |

## Estadística de carrera

### J. League
| Club                | Año   | J. League | J. League | Copa J. League | Copa J. League | Total | Total |
| Club                | Año   | Part.     | Goles     | Part.          | Goles          | Part. | Goles |
| ------------------- | ----- | --------- | --------- | -------------- | -------------- | ----- | ----- |
| JEF United Ichihara | 2001  | 0         | 0         | 0              | 0              | 0     | 0     |
| JEF United Ichihara | 2002  | 0         | 0         | 0              | 0              | 0     | 0     |
| JEF United Ichihara | 2003  | 0         | 0         | 0              | 0              | 0     | 0     |
| Omiya Ardija        | 2004  | 0         | 0         | -              | -              | 0     | 0     |
| Omiya Ardija        | 2005  | 0         | 0         | 0              | 0              | 0     | 0     |
| Thespa Kusatsu      | 2006  | 48        | 0         | -              | -              | 48    | 0     |
| Consadole Sapporo   | 2007  | 47        | 0         | -              | -              | 47    | 0     |
| Consadole Sapporo   | 2008  | 20        | 0         | 1              | 0              | 21    | 0     |
| Omiya Ardija        | 2009  | 0         | 0         | 5              | 0              | 5     | 0     |
| Albirex Niigata     | 2010  | 0         | 0         | 0              | 0              | 0     | 0     |
| Consadole Sapporo   | 2011  | 2         | 0         | -              | -              | 2     | 0     |
| Consadole Sapporo   | 2012  | 3         | 0         | 3              | 0              | 6     | 0     |
| FC Gifu             | 2013  | 13        | 0         | -              | -              | 13    | 0     |
| FC Gifu             | 2014  | 0         | 0         | -              | -              | 0     | 0     |
| SC Sagamihara       | 2015  | 0         | 0         | -              | -              | 0     | 0     |
| Total               | Total | 133       | 0         | 9              | 0              | 142   | 0     |

## Palmarés

### Títulos nacionales
| Título    | Club              | País  | Año  |
| --------- | ----------------- | ----- | ---- |
| J2 League | Consadole Sapporo | Japón | 2007 |